# Radnica
Radnica (deutsch Rädnitz) ist eine Ortschaft im westlichen Polen und Teil der Stadt-und-Land-Gemeinde Krosno Odrzańskie (ehem. Crossen). Die Ortschaft hat die Form eines Straßendorfes und liegt rechts der Oder, etwa 2 km unterhalb der Mündung des Flüsschens Griesel, etwa 10 km ostnordöstlich von Crossen und etwa 25 km nordwestlich von Grünberg. Der Bahnhof Rädnitz liegt knapp 3 km nordöstlich des Dorfes. Bis zum Jahr 1945 gehörte die Ortschaft zur Provinz Brandenburg im Deutschen Reich.
Die Ortschaft Rädnitz wurde im 13. Jahrhundert von deutschen Siedlern gegründet und im Jahr 1435 als „Redenitz“ urkundlich erwähnt. Im Nahbereich hat eventuell bereits deutlich vor dem 13. Jahrhundert eine slawische Siedlung bestanden. Eine Kirche wurde im Jahr 1675 erbaut und 1827 erneuert. Im Dreißigjährigen Krieg war das Dorf bis auf 7 Menschen ausgestorben; Mitte des 19. Jahrhunderts lag die Einwohnerzahl bei etwa 800. Um das Jahr 1920 herum hatte Rädnitz etwa 1350 bis 1400 Einwohner. Die Volkszählung vom 16. Juni 1933 ergab, dass nach den Städten Crossen und Sommerfeld Rädnitz mit 1486 Einwohnern die größte Gemeinde des Kreises Crossen war. Gegen Ende des Zweiten Weltkriegs ging die aus Fachwerk erbaute Kirche in Flammen auf; die deutsche Bevölkerung flüchtete oder wurde kurz darauf vertrieben.
Das ländliche Leben in Rädnitz und die Ereignisse im Kontext des Zweiten Weltkriegs fanden einen Niederschlag in den publizierten Erinnerungen eines Berliners, der zeitweise bei Verwandten in Rädnitz wohnte.